# 天王星探査

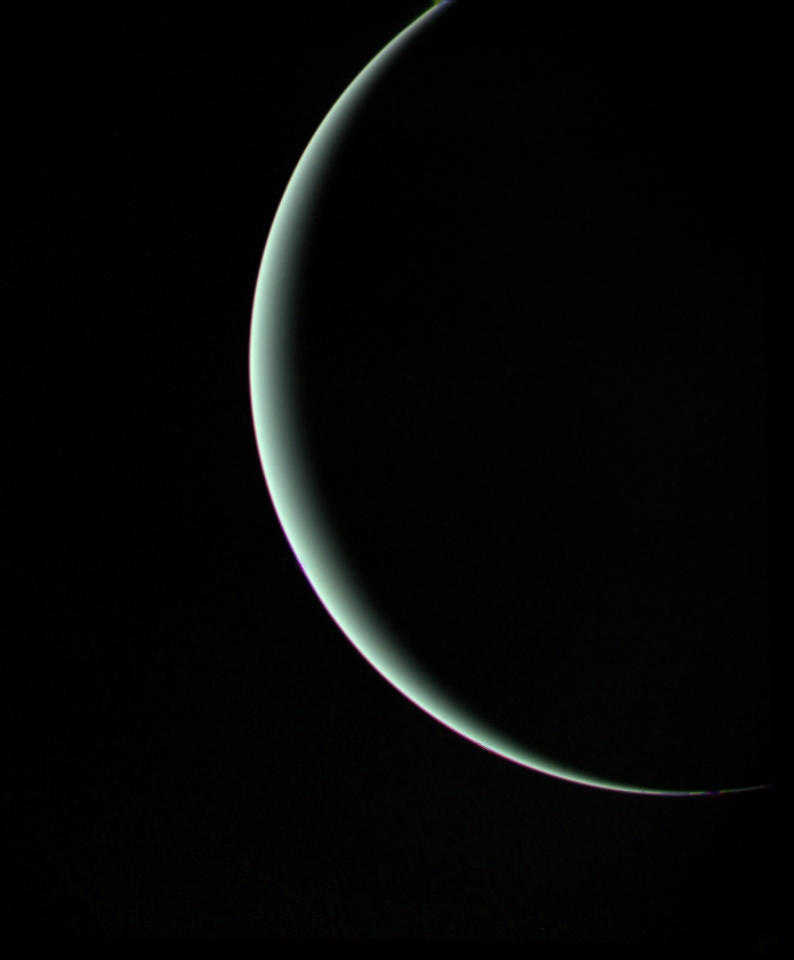
ボイジャー2号が撮影した天王星の画像

天王星に対する宇宙探査について述べる。現在まで天王星の探査は多くが望遠鏡で行われており、天王星に近接して探査したのは1986年のボイジャー2号のみである。ボイジャー2号は天王星の衛星、冷たい大気、天王星の環などを研究し、今まで知られていなかった10個の衛星や2つの環などを発見した。また、今までに知られていた5個の大きな衛星の画像も撮影し、クレーターや峡谷を多く見つけた。
天王星専門の探査ミッションも提案されてはいるものの、2022年現在どれも正式な実現には至っていない。

## ボイジャー2号
ボイジャー2号は天王星に1986年1月24日に接近し、最も近いときには惑星の大気上層部から81,500kmの位置まで近づいた。ボイジャー1号は土星の探査のあと惑星探査を終えており、これは探査機の最初の単独のフライバイであった。

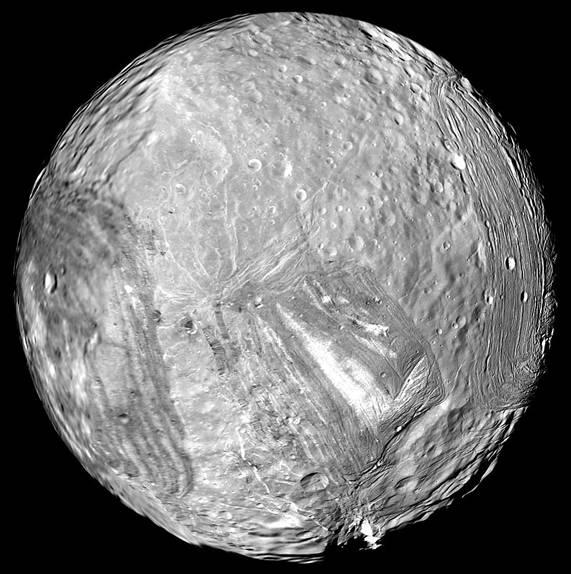
ボイジャー2号撮影による天王星の衛星ミランダの画像

天王星は太陽系で3番目に大きい惑星であり、太陽から28億kmの位置を回っており、一周には84年の時間がかかる。ボイジャー2号によって計算された一日の長さは17時間14分で、天王星はその自転軸が顕著に傾いている。この軸のずれは太陽系の成長初期に惑星大の天体が衝突した結果と考えられている。その奇妙な位置取りによって、極域は日光にさらされる側とまったく日光が当たらない側に分かれており、天王星の状況の予測は進んでいなかった。
天王星の磁場はボイジャー到来まで詳しくは知られていなかった。観測によって磁場の強さは地球と同程度であるが、にもかかわらず天王星の中心部からの相殺によって軸や中心点からずれていることがわかった。この独特の磁場は天王星内部の中間層で圧力が十二分に高いために水が伝導性となっており、磁場が生成されていると考えられている。また、横倒しになっていることの著しい影響として磁場の尾が惑星の自転軸から60度傾いていることを発見した。また、磁場の尾は惑星の公転で長い螺旋状にねじれていた。
天王星の放射線帯はおおよそ土星と同程度の強度であることがわかった。放射線帯での放射線が強いため、照射によって10万年と比較的早い時間で内側の月や環の凍った表面にとらえられたメタンを暗い色に変える。これは衛星や環の暗い灰色の表面に影響している可能性がある。
天王星の大気では高い層の霞は日光が当たるの磁極の周りで検出されており、また、大量の紫外線放射が発見され、"electroglow"と呼ばれている。大気の平均温度はおおよそ56ケルビンであった。特徴としては日光が当たる側と暗い側で、またその他の多くの惑星でも雲頂の温度は同じ程度であった。

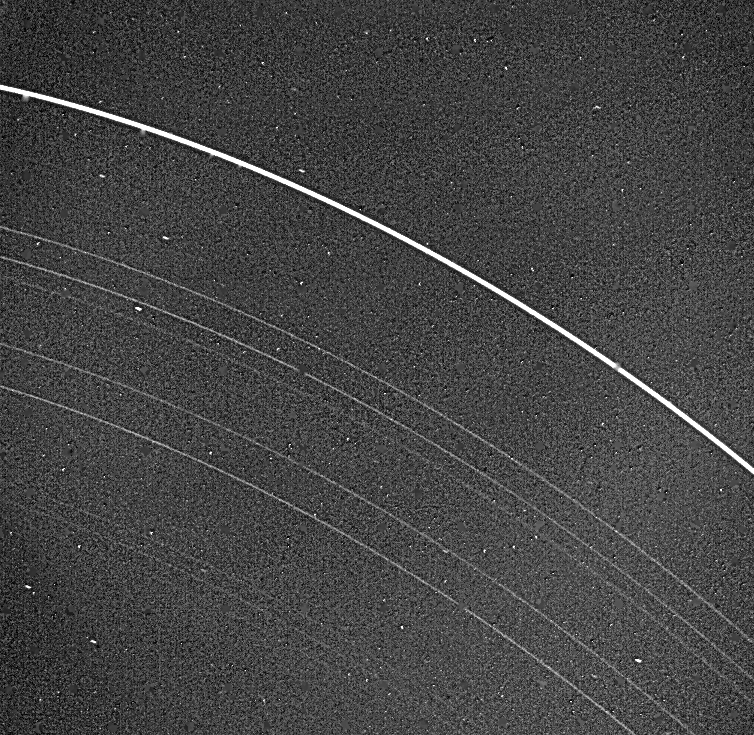
ボイジャー2号撮影による天王星の環の画像

ボイジャーは10の新しい衛星を見つけ、当時、天王星の衛星は合計で15個となった。多くの新しい月は小さいものであり、最大のものでも直径が150km程度であった。
5大衛星で最も内側のミランダは太陽系で最も奇妙な形状であることが分かった。ボイジャーの衛星へのフライバイによる詳細な画像によればcoronaeと呼ばれる巨大な楕円形であり、20km程の深い溝があり、棚田状の層や、新しい表面と古い表面の混交などが見られた。一つの説としてミランダは大衝突で砕かれた月が早期に再集合したのではないかと言われている。
3個の衛星は土星の衛星と同じく氷と岩の集合体であることを示した。チタニアには巨大な断層や峡谷など、地質学的にかつて地殻変動があったとされる痕跡が見つけられた。アリエルは明るく、恐らく表面が天王星の衛星の中で最も若く、これは氷体の大規模な流れと考えられる地質活動が行われていることを示しており、多くの断層や谷を生み出していた。小規模な地質活動はウンブリエルやオベロンでも起こっていることが判別された。
以前から知られている天王星の環が木星や土星のものとは明らかに違うことが発見された。環は比較的若いものであり、天王星の形成時にできたものではなかった。環を構成する塵は高速度での衝撃や潮汐力で破壊された月の残骸であった。さらに新しく2本の環も発見した。

## 計画中の天王星探査
現在までに行われた天王星探査はボイジャーのみであり、現在も実施計画はほとんど立っていない。
英国のミュラード宇宙科学研究所はNASAとESAの共同でウラヌス・パスファインダー計画を行うことを提案している。
2022年に計画される探査ための中規模計画(M-class)の要求は世界から120人の署名を得て2010年12月にESAに提出された。ESAは中規模計画の上限予算を4億7000万ユーロとしている。
他にはHORUSと呼ばれる計画を、ジョンズ・ホプキンズ大学応用物理研究所が提案している。この計画では原子力を利用し、カメラ、分光器、磁力計などの観測用機械を搭載した周回機を天王星に向かわせることを計画している。この計画は2021年4月に打ち上げを予定しており天王星へは17年かけて到達する予定で、到達後は最小2年間探査を行うとしている。
2009年、NASAのジェット推進研究所の惑星学者は太陽電池による天王星軌道周回衛星の設計を進めている。このような探査機の最も有利な打ち上げ時期は2018年8月であり、2030年9月に天王星へ到達する予定である。科学装置には磁気計測器、粒子検出器に加え可能であればカメラを搭載する。
最近の10年の惑星探査の将来性を調査する調査で、10年規模惑星科学探査委員会はウラヌス・オービター・プローブを推奨しているが、火星への探査や木星衛星系の探査がより優先されている。